# Une affaire française
Ne doit pas être confondu avec Jean Moulin, une affaire française.
Une affaire française est une mini-série dramatique française en 6 épisodes de 52 minutes, créée par Jérémie Guez et Alexandre Smia, diffusée sur TF1 du 20 septembre au 4 octobre 2021 et rediffusée sur TF1 Séries Films. Il s'agit de l'affaire Grégory, garçon de 4 ans retrouvé mort le 16 octobre 1984. Ce fait divers, ainsi que le déroulement judiciaire de cette affaire avait mis la France en émoi et fut très médiatisé.

## Synopsis
Le 16 octobre 1984, à Lépanges-sur-Vologne, en fin d'après-midi, Christine Villemin laisse le petit Grégory de quatre ans dans son jardin, pour aller dans la cuisine pour quelques minutes. Elle y reçoit un coup de téléphone : son beau-frère, Michel Villemin, lui demande si son fils est toujours dans le jardin. Inquiète, elle court voir s'il est toujours là. Il n'y est plus. Après l'avoir cherché partout, autour de sa maison, elle signale sa disparition. Le même jour, le corps sans vie de l'enfant est retrouvé vers 21 h 15 à près de sept kilomètres de là, dans la Vologne, une rivière des Vosges. Cette affaire va rapidement attirer de nombreux journalistes, français puis étrangers et, dès le surlendemain, fait la une de la presse nationale.

## Distribution

### Acteurs principaux
Sauf indication contraire ou complémentaire, les informations mentionnées dans cette section proviennent du générique de fin de l'œuvre audiovisuelle présentée ici.
- Guillaume de Tonquédec : le gendarme Étienne Sesmat
- Laurence Arné : Jeanne Lombardie, journaliste
- Guillaume Gouix : Jean-Marie Villemin
- Blandine Bellavoir : Christine Villemin
- Michaël Youn : Jean-Michel Bezzina, journaliste
- Laurent Stocker : le juge Jean-Michel Lambert
- Gérard Jugnot : Maître Henri-René Garaud, l'avocat de Christine Villemin
- Thierry Godard : le commissaire Jacques Corazzi
- Michel Vuillermoz : Jean Ker, journaliste
- Stanley Weber : Antoine Orloff, journaliste
- Michaël Abiteboul : Bernard Laroche
- Gilbert Melki : Maître Gérard Welzer, l'avocat de Bernard Laroche

Distribution principale.
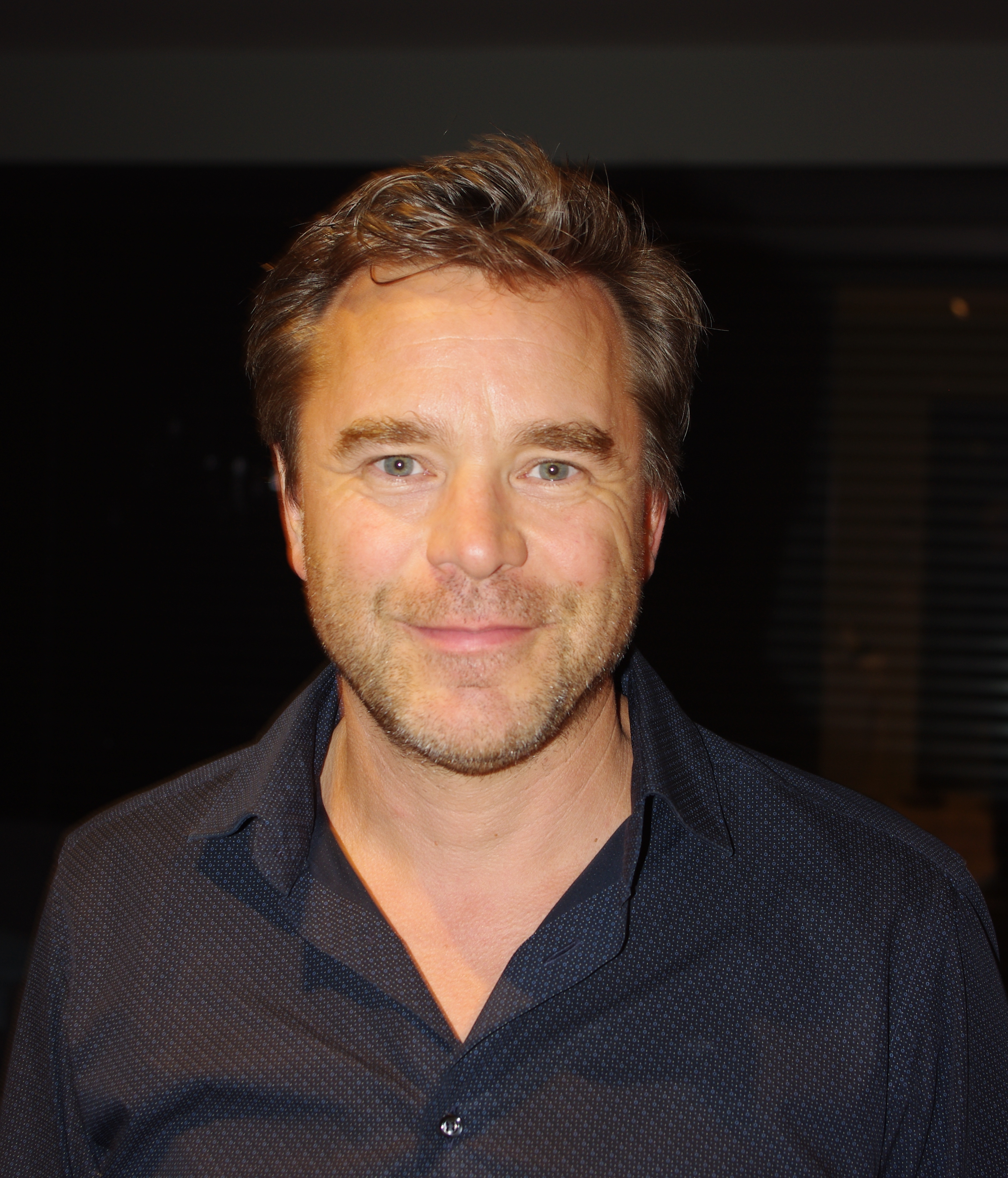
Guillaume de Tonquédec
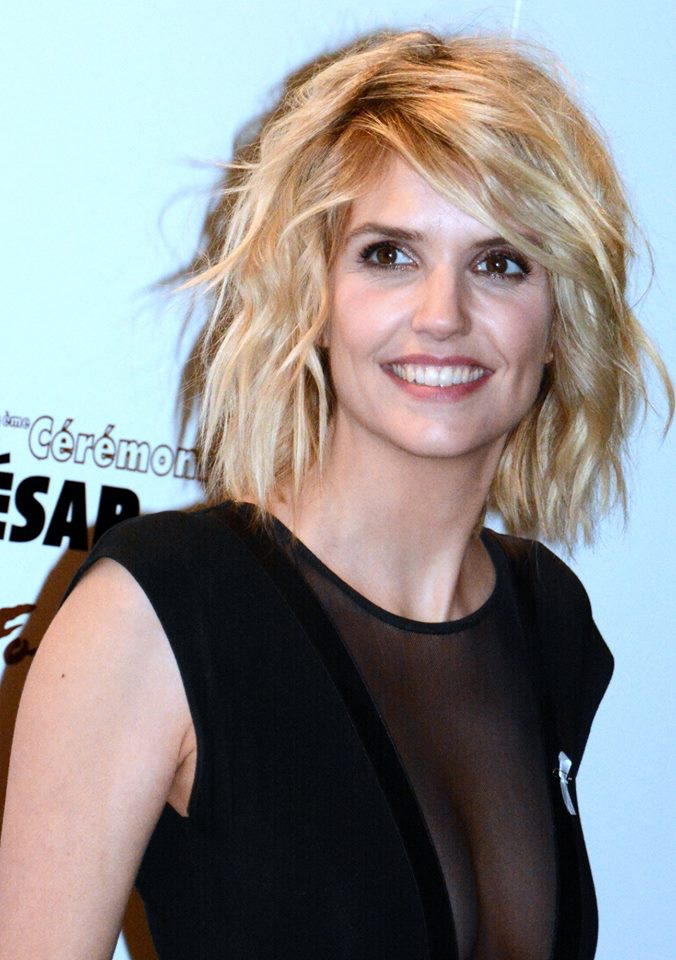
Laurence Arné
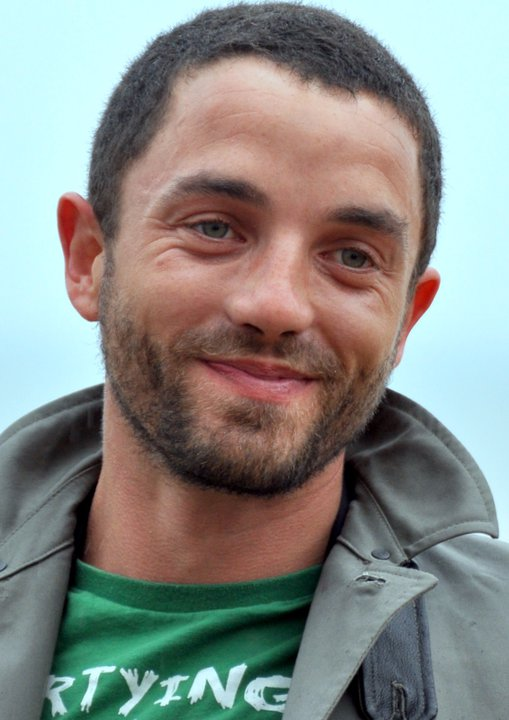
Guillaume Gouix
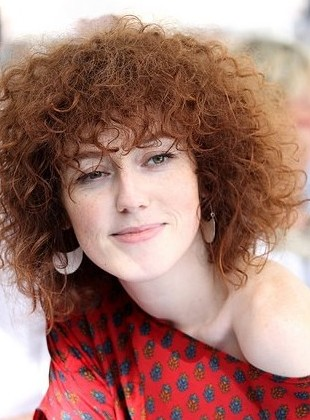
Blandine Bellavoir
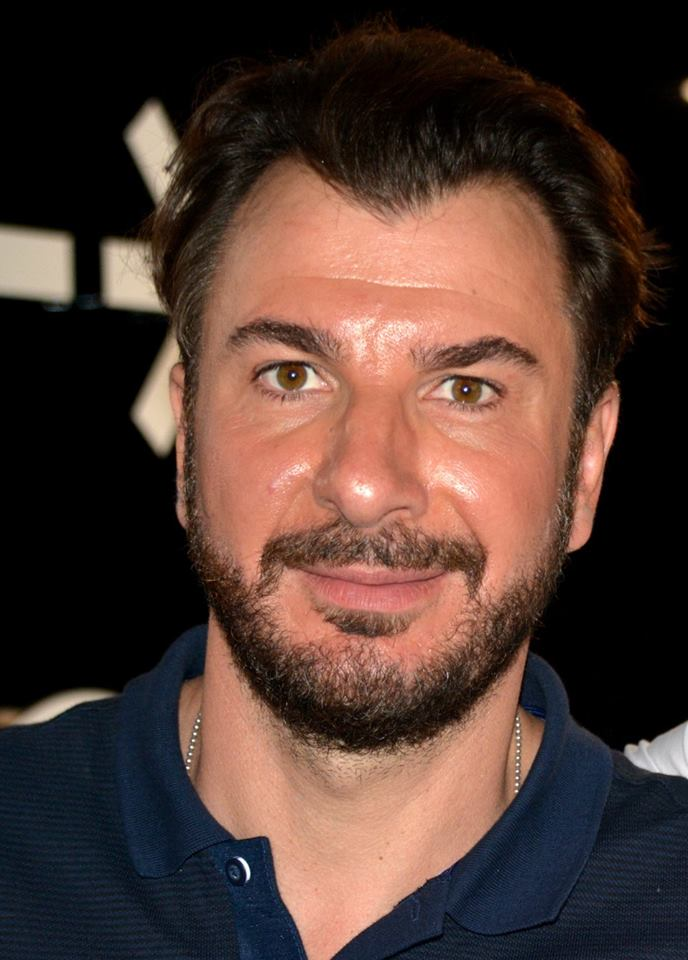
Michaël Youn
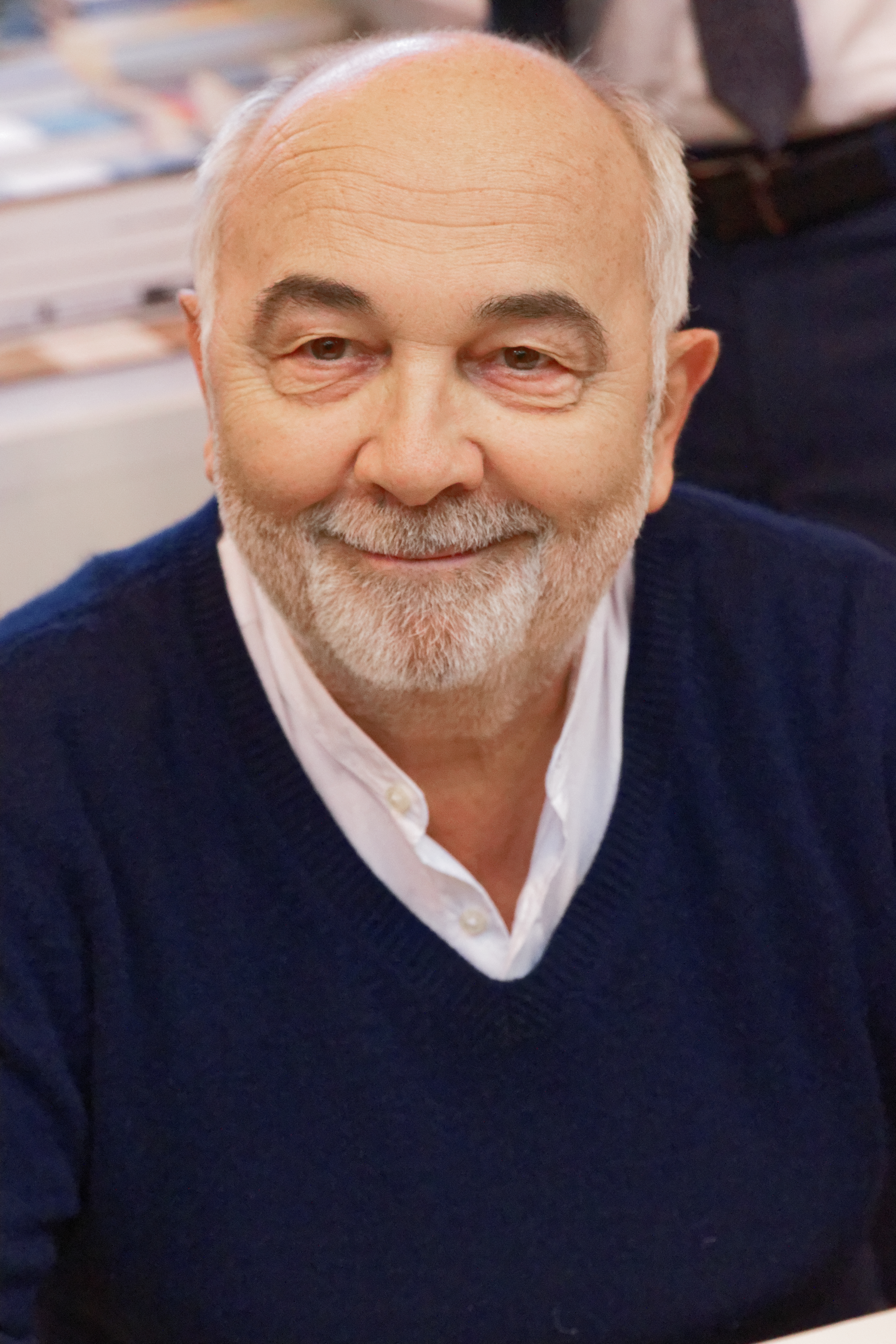
Gérard Jugnot

### Acteurs secondaires
Sauf indication contraire ou complémentaire, les informations mentionnées dans cette section proviennent du générique de fin de l'œuvre audiovisuelle présentée ici.
- Audrey Le Bihan : Marie-Ange Laroche
- Lauréna Thellier : Murielle Bolle
- Benoît Michel : Robert Lamirand, adjudant OPJ
- Anne Benoît : Monique Villemin
- Jean-Yves André : Albert Villemin
- Hugo Dillon : Michel Villemin
- Raphaël Quenard : Jacky Villemin
- Jérôme Lang : Gilbert Villemin
- Florian Maurice : Lionel Villemin
- Carole Breyer : Jeanne Lavalée
- Joël Willy : Lucien Bolle
- Martine Coste : Françoise Sesmat
- Muriel Combeau : Anne Jacquin-Keller
- Gabrielle Horellou : la greffière
- Madeleine Baudot : la nourrice
- Joël Clabault : le tenancier
- Axelle Dodier : Véronique Didier Laurent
- Valentin Papoudof : Jean-Marie Galmiche
- Dominique Blanc : Marguerite Duras
- Rufus : Pierre Féru, adjudant de gendarmerie
- Anne Le Ny : Madame Denise, la tenancière
- Philippe Résimont : Jean-Jacques Lecomte
- Marie Matheron : Madame Lambert
- Jean Lorrain : Maître Prompt

## Production

### Développement
En 2020, TF1 décide d'adapter l’affaire Grégory en mini-série de six épisodes, créée et écrite par Jérémie Guez et Alexandre Smia. Elle est entièrement réalisée par Christophe Lamotte et produite par les sociétés Cheyenne Fédération et le groupe TF1,.

### Attribution des rôles
En janvier 2020, on révèle les noms des acteurs présents dans la mini-série : Guillaume de Tonquédec endosse les costumes du gendarme Étienne Sesmat. Avant de s'engager à la mini-série, il était allé « à reculons », car il ne voulait « ni voyeurisme ni sensationnalisme », et n'était « pas très emballé à l’idée de jouer le gendarme Étienne Sesmat (…) » : il se voyait « jouer le juge Lambert ». Blandine Bellavoir et Guillaume Gouix sont les époux Christine et Jean-Marie Villemin, ainsi que Michaël Youn en journaliste Jean-Michel Bezzina. Ce dernier se dit, dans une interview de Télé 7 jours, en mars 2020, « fier de faire partie de cette aventure (…). Le plus compliqué va être d'entrer dans la peau d'un sale type, mais ça me passionne ». Michel Vuillermoz incarne le rôle de Jean Ker, Laurence Arné en une autre journaliste, Laurent Stocker en juge Jean-Michel Lambert, Rufus en gendarme féru, Dominique Blanc en Marguerite Duras, Anne Benoît en Monique Villemin, mère de Jean-Marie, Gilbert Melki en maître Gérard Welzer, Thierry Godard en Jacques Corazzi, Stanley Weber en un autre journaliste et Anne Le Ny en aubergiste,.

### Tournage

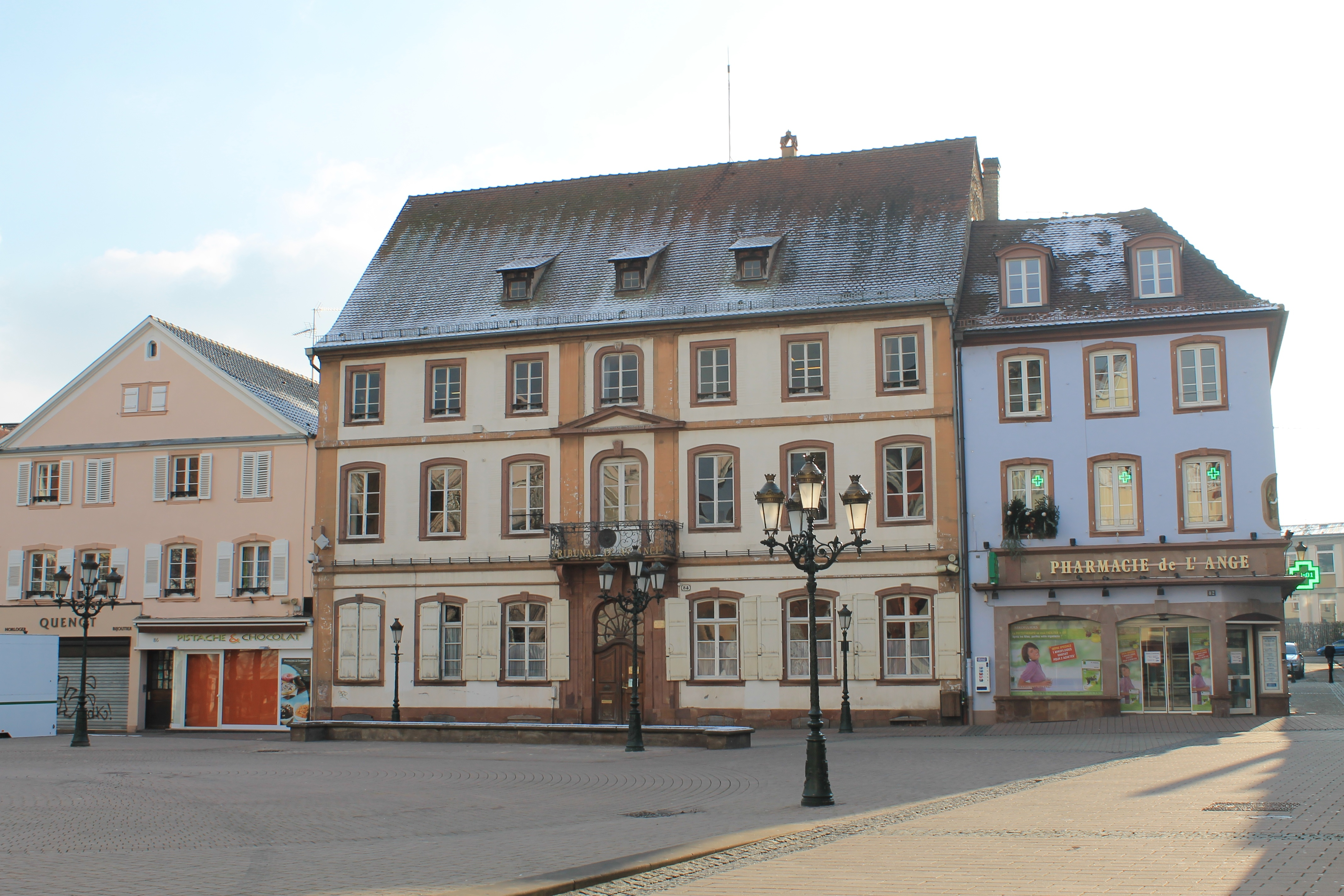
Ancien hôtel du prêteur royal devenu hôtel de ville jusqu'en 1955, sur la place de la République, à Haguenau, est servi de décors à la cour d'appel de Dijon.

Le tournage débute le 23 février 2020 à Strasbourg (Bas-Rhin) et à Sentheim (Haut-Rhin) pour la gare — d'où arrive la journaliste Jeanne Lombardie (Laurence Arné). Le 13 mars, il est annulé en raison de la pandémie de Covid-19. La reprise a lieu 23 juin. Le 13 juillet 2020, l'équipe se rend à Haguenau pour les scènes de tribunal. Il a également lieu à Muhlbach-sur-Bruche, Sélestat pour utiliser l'ancien commissariat transformé en gendarmerie, Obernai, Urmatt pour l'hôtel de la Poste, et Sundhouse, en 67 jours.
Toutes prises de vues de la mini-série se sont tenues à plusieurs kilomètres de Lépanges-sur-Vologne, afin de ne pas heurter les sensibilités de la famille du petit Grégory Villemin.

### Musique
La musique de la série est composée par Alexandre Lessertisseur et R. Jéricho, ayant déjà travaillé avec le réalisateur Christophe Lamotte pour les téléfilms Le Jour où j'ai brûlé mon cœur (2018) et La Part du soupçon (2019), ainsi que la mini-série Les Secrets (2018).
Liste des pistes
1. Une affaire française (générique) (00:48)
2. Disparition (01:14)
3. Patience (01:33)
4. Dans les brumes (02:14)
5. Vologne (01:49)
6. Avocats (01:16)
7. In the Dark (00:57)
8. Arrivée à l'hôtel (01:15)
9. L'adjudant (01:47)
10. Interrogations (01:05)
11. Troublant (01:55)
12. Dans l'attente (01:35)
13. Empathie (03:01)
14. Rien à cacher (01:36)
15. Reconstitution au crépuscule (02:23)
16. Emballement médiatique (01:41)
17. Tension médiatique (02:12)
18. Réflexion longue vue (01:46)
19. La poursuite (01:26)
20. Un ange passe, un autre part (02:05)
21. Un coupable de trop (01:51)
22. À l'hôpital (01:19)
23. C'est fait (02:33)
24. Un corbeau, deux corbeaux (01:58)
25. Pop Room (01:57)
26. Fantômes dans la vallée (01:48)
27. Engrenages et vengeance (01:29)
28. Sur le fil (01:49)
29. Sortie de prison (01:37)
30. The Son of God (02:04)
31. End It All (03:00)
32. I Promise (03:32)

### Fiche technique
Sauf indication contraire, les informations mentionnées dans cette section peuvent être confirmées par les bases de données cinématographiques IMDb et Allociné,  présentes dans la section « Liens externes ».
- Titre original : Une affaire française
- Création : Jérémie Guez et Alexandre Smia
- Réalisation : Christophe Lamotte
- Scénario : Jérémie Guez et Alexandre Smia, avec la collaboration de Trân-Minh Nam
- Musique : Alexandre Lessertisseur et R. Jericho
- Casting : Juliette Denis
- Décors : Catherine Jarrier-Prieur
- Costumes : Élisabeth Rousseau-Lehuger[1]
- Photographie : Benoît Chamaillard[1]
- Son : Benoît Iwanesco[1]
- Montage : Aurique Delannoy et Christine Lucas Navarro[1]
- Production : Aimée Buidine, Jérémie Guez et Julien Madon[15]
- Coproduction : Pascal Breton et Lionel Uzan[15]
- Sociétés de production : Cheyenne Federation[1] ; TF1, StarzPlay, RTS et RTBF (coproductions)
- Sociétés de production : TF1 Distribution
- Pays de production :  France
- Langue originale : français
- Genre : drame
- Durée : 6 × 52 minutes
- Dates de diffusion :
  - Belgique : 18 septembre 2021 sur La Une
  - Suisse romande : 18 septembre 2021 sur RTS1
  - France : 20 septembre 2021 sur TF1

## Épisodes
1. Ma vengeance est faite
2. La Meute
3. Les Filles de la poste
4. Le Gouffre aux chimères
5. Sublime, forcément sublime[note 1]
6. La Femme la plus haïe de France

## Accueil

### Audiences
| Épisode        | Diffusion               | Diffusion      | Audience moyenne          | Audience moyenne                       | Classement des audiences | Réf.   |
| Épisode        | Jour                    | Horaire        | Nombre de téléspectateurs | Part de marché (sur les 4 ans et plus) | Classement des audiences | Réf.   |
| -------------- | ----------------------- | -------------- | ------------------------- | -------------------------------------- | ------------------------ | ------ |
| 1              | Lundi 20 septembre 2021 | 21:05 - 22:00  | 4 107 000                 | 17,6 %                                 | 2e                       | [ 16 ] |
| 2              | Lundi 20 septembre 2021 | 22:00 - 22:55  | 3 410 000                 | 18,3 %                                 | 2e                       | [ 16 ] |
|                |                         |                |                           |                                        |                          |        |
| 3              | Lundi 27 septembre 2021 | 21:05 - 22:00  | 3 090 000                 | 13,9 %                                 | 2e                       | [ 17 ] |
| 4              | Lundi 27 septembre 2021 | 22:00 - 22:55  | 2 630 000                 | 14,4 %                                 | 2e                       | [ 17 ] |
|                |                         |                |                           |                                        |                          |        |
| 5              | Lundi 4 octobre 2021    | 21:05 - 22:00  | 2 867 000                 | 13 %                                   | 2e                       | [ 18 ] |
| 6              | Lundi 4 octobre 2021    | 22:00 - 22:55  | 2 480 000                 | 14 %                                   | 2e                       | [ 18 ] |
|                |                         |                |                           |                                        |                          |        |
| Moyenne finale | Moyenne finale          | Moyenne finale | 3 100 000                 | 15,2 %                                 | -                        | [ 19 ] |

- Le plus haut chiffre d'audience
- Le plus bas chiffre d'audience

### Critiques
Thomas Sotinel du Monde rassure que « les familiers du drame repéreront les raccourcis et les arrangements que le scénario, le casting et la mise en scène se sont autorisés. (…) Cette irruption de l’invention empêche Une affaire française de tirer un portrait convaincant de l’appareil médiatique qui s’est construit autour du drame (…). Mais la chorégraphie des cortèges de voitures de gendarmerie et de presse sur les routes des Vosges, la répétition d’interrogatoires dont on sait qu’ils ne donneront rien, la sobriété des interprétations finissent par donner une idée de la pesanteur de la chappe de mensonges et de fantasmes qui s’est abattue sur une famille, une région, puis un pays, sans que jamais les femmes et les hommes qui s’y trouvaient piégés ne puissent entrevoir une porte de sortie ».
Constance Jamet et François Aubel du Figaro jugent que "la minisérie événement de TF1 montre les limites de la «fiction du réel» et du «true crime». "Cette critique du débordement médiatique, à la distribution impeccable, reconstitue avec méticulosité le célèbre fait divers. Mais la fiction montre assez vite ses limites face à l’enfer de la réalité. L'ensemble donne l’impression de suivre un étrange docufiction où le romanesque se faufile par effraction".
Emmanuelle Skyvington du Télérama ne semble pas convaincue de cette mini-série : « TF1 a choisi de traiter les premières années de l’affaire avec une volonté : restituer au maximum le réel. Un parti pris essentiel, mais à condition de s’y tenir totalement ! (…) Dès lors, pourquoi malmener les faits dans des scènes capitales qui manquent terriblement d’intensité et d’émotion ? ».

## Commentaires
Le deuxième épisode d'Une affaire française porte exactement le même titre (La Meute) que le deuxième épisode de L'Affaire Villemin, mini-série de Raoul Peck, également en six épisodes, diffusée sur France 3 en octobre 2006 et rediffusée sur Arte en février et mars 2008.
Dans les deux mini-séries des personnages fictifs ont été intégrés au scénario mais contrairement à la mini-série de 2006, les noms des membres de la famille, des juges, des avocats, et des gendarmes n'ont pas été modifiés dans Une affaire française.
L’écrivaine Marguerite Duras a eu une entrevue avec le juge Lambert dans son bureau et non lors d’un dîner en tête-à-tête.
Les policiers n'étaient pas seuls pour fouiller la maison mais en présence de Christine Villemin.
La Cour de cassation n'a jamais sermonné le juge Lambert. La décision de renvoi devant la cour d'assises des Vosges de Christine Villemin par la cour d'appel de Nancy a été cassée et annulée par cette Cour de cassation en 1987 pour un pur problème de forme, cette dernière ayant, par la même occasion, dépaysé l'affaire au profit de la cour d'appel de Dijon.